# Логарифмічний декремент затухання
Декремент загасання — величина, яка визначає швидкість зменшення амплітуди гармонічних коливань з часом при загасанні.
 
Коли гармонічні коливання загасають, значення змінної u, що їх описує, в момент часу t задається формулою
{\displaystyle u=u_{0}e^{-\lambda t}\cos(\omega t-\varphi )}.
Тут {\displaystyle \lambda } — коефіцієнт загасання, {\displaystyle u_{0}} — амплітуда в початковий момент часу, {\displaystyle \omega } — частота коливань.
Коефіцієнт загасання має розмірність оберненого часу. Безрозмірна величина {\displaystyle \lambda T}, де {\displaystyle T=2\pi /\omega } — період коливань називається логарифмічним декрементом загасання або просто декрементом загасання.
Величина декремента загасання для реальної коливної системи визначається властивими їй процесами дисипації енергії.